# Translatio iudicii
Mit translatio iudicii (auch transferre iudicium) bezeichneten die römischen Juristen die Übertragung eines rechtshängigen Gerichtsprozesses von einem verstorbenen oder verhinderten Prozessbeteiligten auf eine andere Person, die ihn bis zu einem Urteil dann führte. Ob es in einem schwebenden Verfahren zulässig war, ein Rechtssubjekt umzuschreiben, entschied der Gerichtsmagistrat anhand des geltend gemachten Rechtsgrunds. Es gilt, die juristische und die rhetorische translatio auseinanderzuhalten, denn letztere kennzeichnet Verteidigungsmittel des Beklagten, um einen Freispruch zu erwirken.
Vor der Streitfestsetzung jederzeit, nach der Streitfestsetzung nur eingeschränkt, denn dann trat regelmäßig Klagerechtsverbrauch ein, konnten sowohl der Richter als auch, was vornehmlich geschah, die Parteien ausgetauscht werden. Im zweistufigen Formularprozess wurde zu diesem Zweck entsprechend die Klageformel abgeändert. Mangels konkreter Hinweise in den Quellen wurden unterschiedliche Auffassungen dazu vertreten, wie in den Fällen von Parteiwechseln die translatio umzusetzen war. Teils wird gesagt, dass der Gerichtsmagistrat – im Formularprozess war das regelmäßig der Prätor – nur die vom Richter zu beachtende Urteilsformel (condemnatio) umstellte, die das ursprünglich begründete Verfahren rechtshängig, mithin unberührt, hielt. Auf der anderen Seite wird angeführt, dass das Verfahren unter Mitwirkung der Parteien abzubrechen war, weil das durch die Streitfestsetzung verbrauchte Klagerecht erst restituiert werden musste, um den Weg für ein neues Verfahren mit neuer Prozessformel freizumachen.
Für die älteste Verfahrensform der Legisaktionen, die im altrömischen und vorklassischen Recht das Mittel zur Rechtsdurchsetzung waren, gibt es keine eindeutigen Belege für Prozesstranslationen, anders als in den klassischen und nachklassischen – einheitlich geführten – Kognitionsverfahren, den letzten Klageverfahren im Römischen Reich.